# Klub parlamentark Državnega zbora Republike Slovenije
Klub parlamentark Državnega zbora Republike Slovenije je klub poslank v Državnem zboru Republike Slovenije. Služi kot forum izmenjave mnenj in razpravljanju o aktualnih temah, ki zadevajo poslanke. Klub je bil ustanovljen v času 7. sklica Državnega zbora Republike Slovenije, prva seja pa je potekala 22. junija 2017.
Klub parlamentark imenuje tudi kontaktno osebo v okviru Svetovnega foruma žensk v parlamentih (WIP).

## Sestava

### 7. državni zbor Republike Slovenije
- Predsednica: Simona Kustec Lipicer (22. junij 2017-20. december 2017), Suzana Lep Šimenko (20. december- )[2]
- Podpredsednica: Marija Antonija Kovačič in Andreja Potočnik
- Kontaktna oseba v okviru Svetovnega foruma žensk v parlamentih: Jasna Murgel

### 8. državni zbor Republike Slovenije
Članice: Eva Irgl, Alenka Jeraj, Jelka Godec, Nada Brinovšek, Anja Bah Žibert, Karmen Furman, Suzana Lep Šimenko, Jerca Korče, Andreja Zabret, Tina Heferle, Meira Hot, Bojana Muršič, Mateja Udovč, Monika Gregorčič, Janja Sluga, Mojca Žnidarič, Violeta Tomić, Nataša Sukič, Iva Dimic, Ljudmila Novak, Lidija Ivanuša.
- Predsedstvo kluba (23. april 2020-23. oktober 2020):
  - Predsednica: Mateja Udovč
  - Podpredsednica: Bojana Muršič in Violeta Tomič
- Predsedstvo kluba (23. oktober 2019−23. april 2020):
  - Predsednica: Bojana Muršič
  - Podpredsednica: Andreja Zabret in Mateja Udovč
- Predsedstvo kluba (23. april 2019−23. oktober 2019):
  - Predsednica: Andreja Zabret
  - Podpredsednica: Suzana Lep Šimenko in Bojana Muršič
- Predsedstvo kluba (23. oktober 2018−23. april 2019):
  - Predsednica: Suzana Lep Šimenko
  - Podpredsednica: Bojana Muršič in Andreja Zabret